# Tibor Sekelj
Tibor Sekelj (madžarsko: Székely Tibor), jugoslovanski kozmopolit madžarskega porekla; novinar, raziskovalec, pisatelj, esperantist in pravnik, * 14. februar 1912, Spišská Sobota, Avstro-Ogrska; † 20. september 1988, Subotica, Vojvodina, SFR Jugoslavija.
Odpravljal se je na ekspedicije po Južni Ameriki, Aziji in Afriki. Drugače kakor drugi svetovni popotniki in raziskovalci, njegov raziskovalni cilj dejansko ni bil materialni vidik sveta, pač pa je hotel razumeti in odkrivati bistvo človekove duše. Področja, na katerih je deloval, so bila zanj zelo uspešna in številna. 
Poleg madžarščine in srbohrvaščine je govoril tudi nemščino, španščino, angleščino, francoščino in esperanto. Sekelj se je naučil okoli 25 jezikov, ob priložnosti pa je rekel, da je znanje ohranil za devetero teh jezikov.
V letu 1986 je bil izvoljen za člana esperantske jezikovne akademije (Akademio de Esperanto) in bil imenovan za častnega člana svetovne esperantske zveze UEA. V letu 2011 je Evropska esperantska unija (Eŭropa Esperanto-Unio) leto 2012 razglasila za leto Tiborja Sekelja « La Jaro de Tibor Sekelj » ob stoletnici njegovega rojstva.

## Biografija

### Mladost 1912-1939
Oče Tiborja Sekelja je bil živinozdravnik, družina se je često selila. Le nekaj mesecev po Tiborjevem rojstvu se je naselila v mestu Cenei v današnji Romuniji kjer je Tibor prebival prvih deset let svojega življenja. Domač jezik je bil madžarščina, na cesti so govorili tudi nemško narečje. Družina se je preselila leta 1922 v Kikindo (Кикинда), Srbija, Jugoslavija, kjer se je Tibor naučil srbohrvaščine; tedaj se je učil francoščine in celo poučeval svoje vrstnike tako, da je bil nekaj lekcij pred njimi. Ta jezik je izpopolnil s francosko učiteljico; odtlej se je približno vsako četrto leto naučil novega jezika. V Kikindi je končal osnovno šolo, preden se je družina preselila leta 1926 v Nikšić (Никшић), Črna gora, kjer je končal gimnazijo. Že v srednji šoli je vzljubil plezanje po gorah, in peš je prehodil vso Črno goro. V letu 1929 se je vpisal na univerzo, da bi študiral pravo v Zagrebu (Hrvaška) kjer je leta 1933 diplomiral kot eden izmed treh najmlajših študentov. V teh letih se je izučil tudi slikanja, kiparjenja in novinarskega dela s katerim se je začel preživljati. Med drugim se je naučil mednarodnega jezika esperanta. V letu 1937 je začel delovati v Zagrebu kot filmski dramaturg.

### Južna Amerika 1939-1954
Leta 1939, ko je živel v Zagrebu in je hrepenel po širših obzorjih, je letel v Argentino, da bi od tam poročal o izseljencih iz Jugoslavije. Dve leti pozneje je že dovolj dobro obvladal španščino, da je lahko sodeloval pri revijah in sam izdajal mesečnik, ki je bil posvečen potovanjem in raziskovanjem. Zaradi raznih okoliščin, med njimi zaradi druge svetovne vojne, je tam ostal 15 let kot novinar in raziskovalec.

#### 1939-1945: Argentina, Akonkagva
V letu 1944, brez večjih predhodnih izkušenj s plezanjem po gorah, je sodeloval v odpravi na Akonkagvo , najvišjo goro (6962 m) v Ameriki, ki jo je vodil znani švicarski plezalec nemškega jezika Georg Link. Z Avstrijcem Zechnerjem in Italijanom Bertonejem je dosegel vrh te gore 13. februarja 1944. Odprava je dramatično potekala: štirje izmed šestih mladeničev, ki so sodelovali, so umrli v snežnem viharju. Njihova trupla so našli 11 mesecev po drugi odpravi, v kateri je Tibor Sekelj prav tako sodeloval, na pobudo argentinske vojske. Po obeh odpravah je Sekelj dodal novo poglavje 2. izdaji že izdane knjige "Tempestad sobre el Aconcagua", 1944, v kateri je pripovedoval o tej pustolovščini. Argentinska vlada ga je nagradila z "zlatim kondorjem" za njegove zasluge pri odpravi, zavrnil pa je argentinsko državljanstvo, ki mu ga je osebno predlagal takratni voditelj Perón.

#### 1946-47: Mato-Groso
Zaradi uspeha njegove prve knjige, ga je njegov izdajatelj spodbudil, naj napiše še naslednjo; in da bi imel ustrezno temo, mu je izdajatelj financiral odpravo z zneskom dva tisoč dolarjev v ne dovolj znana območja v brazilskih pragozdovih Mato-Grosa. Odpravi se je pridružila Argentinka ruskega porekla Meri Reznik, s katero se je leto pozneje poročil. Tibor in Meri sta se po petih letih ločila.
Sekelj je skoraj leto dni preživel na območju rek Aragvajo in Rio das Mortes, ki ju je prečkal s 30 ljudmi kot prvimi tujci in stopil na območje napadalnega plemena Šavantov, a so se vrnili živi. Tam je naletel na plemeni Koraža in Žavae in zbral ogromno koristnih geografskih podatkov o tem območju. Njegova druga knjiga "Por tierra de Indios" (1946), ki poroča o teh doživetjih, je postala velika uspešnica in je doživela več izdaj ter prevedena v številne jezike.
Poleti 1946 je s tremi tovariši prekrižaril Patagonijo: Zechnerjem, Meri in dr. Roso Scolnik. V naslednjih letih je obiskoval univerzo v Buenos Airesu in poslušal predavanja iz antropologije, etnologije in arheologije, ne da bi hotel diplomirati, ampak le, da bi si pridobil znanje za svoje naslednje odprave.

#### 1948-49: Bolivja, Živari
V letu 1948 je bila pripravljena nova odprava, katere cilj je bil načrtovan kot srečanje s plemenom Živarov, ki pa jih nazadnje le ni uspel srečati – vodila ga je v Bolivijo, v katere prestolnici se je srečlal s predsednikom Enriquejem Hertzogom, ki ga je spodbujal, da bi raziskal še ne raziskana območja reke Itenez , ki sega do Brazilije. Med tem potovanjem je naletel na pleme de la Tupariov, ki so bili kanibali vse do pet let pred tem, on pa je živel med njimi štiri mesece. Ko se je leta 1949 vrnil, je Sekel prejel ponudbo predsednika Hertzoga, da bi upravljal z ozemljem velikim sto tisoč hektarov od načrtovanih štirih milijonov hektarov, da bi tam naselili milijon beguncev iz Evrope. Sekelj ni hotel čakati šest mesecev, da bi parlament sprejel ustrezen sklep in se je ponudbi odrekel.

#### 1949-1951 Venezuela
Ko je prišel v Britanijo na svetovni esperantski kongres Universala Kongreso poleti 1949, se je Sekelj po sedemmesečnem postanku v Evropi vrnil v Južno Ameriko, to pot v  Venezuelo, kjer je po letu in pol postal šef trgovine z glasbili v mestu Marakajbo. Medtem je naprej pisal za časopise in se odpravil v Karakaso, da bi tam naredil serijo zidnih poslikav o življenju v Venezueli za neko prav tedaj dokončano kavarno. Od tam je začel vagabundsko in raziskovalno popotovanje po srednjeameriških državah, pri čemer je bil sam, saj se je ločil od Meri po petih letih skupnega življenja.

#### 1951-54: Srednja Amerika
Med svojimi obiski v Srednji Ameriki je omenjal obisk na otokih San Blas blizu Paname kjer živi indijansko pleme Kuna; neuspešen poskus, da bi se povzpel na vulkan Izalko v Salvadorju zaradi izbruha tega vulkana; odkritje starodavnega mesta v ruševinah v Hondurasu, o katerem so vsi vedeli za legende, a ga še nihče ni videl, postavili pa so ga Indiajanci na nižji civilizacijski stopnji.
Vzporedno s svojimi raziskavami se je Sekelj ukvarjal z arheologijo in antropologijo. V Gvatemali in Hondurrasu je proučeval civilizacijo Majev in obiskal skoraj vse arheološke ostanke.
Ko je leta 1953 prispel v Mehiko, so ga alpinistični klubi povabili, da bi sodeloval pri njihovih odpravah, saj so ga zaradi njegove knjige « Tempestad sobre el Aconcagua », ki se je množično prodajala in je veljala za priročnik gorskega plezalstva, imeli za mojstra. Tako se je povzpel na Popokatepetel, Ikstaksiuatel in številne druge vulkane in gorske vršace, pri čemer je dobil resnične izkušnje v polezanju. Zanimiva raziskava je bila prodiranje ob toku podzemne reke San Heronimo, ki si svojo 14 km dolgo pot vrta skozi notranjost gore.

### Številna svetovna popotovanja iz evropske baze 1954-1988
Leta 1954 se je naselil v Beogradu, ko se je vrnil v Jugoslavijo, kjer sta ga toplo sprejela tako vlada, kakor tudi ljudstvo zaradi njegovih zanimivih doživetij in človekoljubnega sporočila. Številni njegovi članki so bili objavljeni v časopisih in več njegovih knjig je bilo prevedenih v srbski, slovenski, madžarski, albanski jezik in mednarodni jezik esperanto.

#### 1956-57: Indija, Kitajska, Nepal
V letu 1956 je začel potovanje v Azijo z avtomobilom, da bi prisostvoval konferenci svetovne organizacije UNESCO v New-Delhiju kot opazovalec Svetovne esperantske zveze UEA. Svoj avto z okvaro je pustil v Teheranu in svojo pot nadaljeval z avtobusom in železnico. Med to vožnjo se je lahko pogovarjal z ministrskim predsednikom Nehrujem in njegovo hčerjo, bodočo ministrsko predsednico Indiro Gandhi in se spoprijateljil s poznejšim predsednikom države dr. Radhakrishno. V jugoslovanski ambasadi se je srečal z Ljubomirom Vukotićem, ki je bil v tistem času predsednik Svetovne zveze gluhih in je tam prisostvoval konferenci z indijskimi in kitajskimi predstavniki, da bi ustanovili azijsko pisarno te organizacije. Sekelj je Vukotiću pomagal kot prevajalec pri tej nelahki komunikacijski situaciji med osebami različnih jezikov, ki so ob tem izgubili še sluh. V januarju 1957 je potem spremljal Vukotića na Kitajsko, kamor turisti tedaj niso mogli potovati. Sledil je šestmesečni postanek v Nepalu, drugi državi, ki do tedaj ni sprejemala obiskovalcev. Nepalski kralj Mahendra ga je povabil, da bi se mu zahvalil zaradi tega, ker je v njegovi državi ustanovil prvo ljudsko univerzo in začel s poučevanjem esperanta.
To pa je tema njegovega naslednjega dela "Nepalo malfermas la pordon" (Nepal odpira vrata), 1959, ki ga je izvirno napisal v esperantu med postankom v Madrasu v južnem delu Indije, ko je svoj čas razdelil med pisateljevanjem in proučevanjem jogijske filozofije. Ta knjiga je bila prevedena v številne jezike (med drugimi v angleškega, srbskega, slovenskega).
Po pisanju te knjige je znova obiskal Indijo – peš – in delno z avtobusom iz kraja v kraj, od templja do templja. V tem mesecu je tri mesece preživel z drugimi jogiji v neki votlini. 

#### 1958-60: Vinoba Bhave, Japonska, Šrilanka
Po šestmesečnem postanku v Evropi je znova poletel v Indijo, da bi Vinoba Bhaveja[10] učil esperanta, in ta si ga je osvojil v mesecu dni. Ko je potem spet obiskal Indijo v naslednjih petih mesecih, je marca 1960 odletel na Japonsko. Ko je prispel tja brez denarja, je za štiri mesece ostal tam in v 30 mestih po vsej Japonski predaval, prenočeval pa je v domovih tamkajšnjih esperantistov. S svojimi predavanji in časopisnimi članki je zaslužil dovolju, da si je lahko kupil letalsko vozovnico za Šrilanko in od tam prav tako za Izrael, od koder se je potem vrnil v Jugoslavijo.

#### 1961-63: Maroko, «Karavano de Amikeco» (Karavana prijateljstva) v Afriki
V letu 1961 je na vabilo maroških esperantistov obiskal Maroko in se pridružil karavani Tuaregov v Saharo. Med obema potovanjima je bil v Beogradu.
V marcu 1962 se je odpeljala v Afriko njegova « Karavano de Amikeco » (Karavana prijateljstva), ki jo je sestavljalo osem ljudi iz štirih držav v dveh terenskih vozilih. Potovanje je trajalo leto dni in je doseglo Egipt, Sudan, Etiopijo, Somalijo, Kenijo in Tanzanijo. Druga načrtovana karavana v druge afriške države ni bila uresničena. Cilj potovanja so bili neposredni človeški stiki. Med vsem tem pa je še splezal na Kilimandžaro, najvišji gorski vrh Afrike. To potovanje pa je bilo tema njegovega dela "Ĝambo rafiki", izvirno napisano v esperantu, ki pa je najprej izšlo v slovenskem prevodu.

#### 1965-66: Rusija, Japonska, Mongolija, Evropa
V letu 1965, ko je hotel prisostvovati svetovnemu esperantskemu kongresu UK, ki je potekal v Tokiju, je letel skozi Rusijo (Moskvo) in Sibirijo (Irkutsk in Habarovsk), z vlakom do Nahodke in z ladjo dosegel Jokohamo. Mesec dni je ostal na Japonskem, potem pa z vlakom odpotoval čez Sibirijo, a tedaj nenačrtovano sklenil narediti postanek v Mongoliji, za tri mesece, kar v tistem času ni bilo lahko, celo z vizo in dovoljenji ne. 
V naslednjih letih so bili njegovi potovalni cilji evropske države, ki jih je obiskal skoraj vse razen Albanije in Islanda. Posebne pozornosti je bil deležen v Španiji in skandinavskih državah. 

#### 1970: Avstralija, Nova Zelandija, Nova Gvineja
V letu 1970 je odletel na obisk v Avstralijo, Novo Zelandijo in Novo Gvinejo, kjer je ostal šest mesecev dolgo. Tam se je povzpel na goro Kosciuszko. V Novi Gvineji se je srečal z ljudstvi, ki so dotlej imela le malo stikov s civiliziranim svetom, in tam je doživel nekaj napetih situacij. A Sekljev talent je brez dvoma bila njegova sposobnost, da se je znal rešiti iz mnogih nevarnih situacij (včasih je svoje prispevalo tudi ugodno naključje), da se je vživel v zelo različne navade in običaje (posebej še običaji glede prehranjevanja) in da se je znal sporazumeti z ljudmi najrazličnejših jezikov. Da si jih je znal usvojiti več kakor dvajset, je seveda bilo še v posebno pomoč. 

#### 1972-1980: Severna Amerika, Rusija, Uzbekistan, Nigerija, Ekvador
V letu 1972 je ob mednarodnem kongresu etnologov v Chicagu obiskal vzhodne predele Kanade in Združenih držav. Leta 1977 se je ob podobni prireditvi v Leningradu odpravil na potovanje v Uzbekistan in centralno Azijo. Istega leta je prisostvoval festivalu črnskih in afriških kultur v Lagosu (Nigeriji). V letu 1978 je ponovno obiskal nekaj držav Južne Amerike in bil prvikrat v Ekvadorju in obiskal Galapaške otoke.
Človek, ki je vse svoje življenje neutrudno potoval, je razlagal, da si je uspel pridobiti sredstva za svoja potovanja z lastnim delom, saj je sam izpolnjeval naloge sedmerice ljudi, kot: pisec člankov, filmski režiser, kamerman, frilmski asistent, fotograf, trgovec z etnografskimi predmeti. Vse te naloge navadno opravljajo posebni strokovnjaki, Sekelj pa je med svojimi potmi vse to opravljal sam. Poleg tega, recimo med obiskom Avstralije, je opravil z letalsko kompanijo, da bi dobil vozovnico s popustom, propagandno prireditev.

## Področja
Tibor Sekejl se je izkazal za nadarjenega na raznih področjih, ki so med seboj povezana. Bil je novinar, raziskovalec, pustolovec, gorski plezalec, pisatelj, risar, filmar, geograf, etnolog, muzeolog, poliglot, in deloval je na področju politike, imel je odnose s politiki, med njimi z več državnimi poglavarji. Njegovo delovanje je nekaj posebnega zaradi njegovega zagovora esperanta pri UNESCO v imenu Svetovnega esperantskega združenja (UEA). V povezavi z vsemi področji, na katerih je deloval, velja podčrtati njegov pogled na svet in njegov pristop k ljudem z vsega sveta.

### Geograf
‎Kot popotnik je bil geograf že sam po sebi, a življenje ga je prisililo, da je postal resničen kvalificiran geograf in je v tem smislu raziskoval in risal zemljevide številnih do tedaj še neraziskanih delov Južne Amerike, posebej še Bolivije in Brazilije. Zaradi tega nosi celo neka manjša reka v Braziliji njegovo ime Rio Tibor. V esperantu je izdal zemljevid sveta in urejal strokovno geografsko revijo Geografia Revuo med letoma 1956 in 1964. V letu 1950 je postal član gvatemalskega društva za zgodovino in geografijo in ga je v letu 1946 britanska kraljeva geografska družba sprejela za svojega člana - FRGS. Njegovo knjigo Vihar na Akonkagvi so v Argentini uporabljali kot priročnik in v Mehiki je postala učbenik za gorske plezalce.

### Novinar
Novinarstva se je učil v svojih študijskih letih v Zagrebu, in tam je postal dopisnik hrvaških časnikov, in eden teh ga je kot svojega dopisnika poslal v Argentino, da bi od tam poročal o jugoslovanskih emigrantih, in tako je leta 1939 postal svetovni popotnik. Po dveh letih  je že dovolj dobro obvladal španščino, da je lahko sodeloval v revijah in v Buenos Airesu sam izdajal mesečno revijo „Rutas” (Poti) v španskem jeziku, posvečeno potovanjem, geografiji, turizmu, raziskovanjem itd.
Ko je kot novinar delal za neko argentinsko revijo in pripravljal posebno reportažo, se je sklenil priključiti tedaj načrtoveni ekspediciji na Akonkagvo, najvišjo južnoameriško goro (po tedanjih cenitvah viško od 7000 m). V življenju po tistem se je največ vzdrževal z novinarskim delom, ko je pošiljal prispevke številnim časopisom v Južni Ameriki in Jugoslaviji. V Jugoslaviji je pisal v mnoge otroške časopise, tako da je mladi rod izvedel za esperanto v njegovih prispevkih. V 60. letih je postal tudi televizijski novinar, ki je filmal serijo televizijskih reportaž za beograjsko televizijo o Karavani prijateljstva (potovanje po Afriki), za zagrebško televizijo o raziskovanju neznanih plemen v Avstraliji in Novi Gvineji, in za novosadsko televizijo o Boliviji, Ekvadorju in Peruju. Tudi v esperantskem svetu je bil izvrsten novinar. Poleg prispevkov v številnih esperantskih časopisih in revijah je bil osem let glavni urednik esperantskih revij Geografia Revuo, E-Gazeto (na začetku IOE-Gazeto) od 1966-1972 (mesečna revija – v celoti izdano 65 številk) in vojvodinskega esperantskega glasila Velo (Jadro) od1983 do 1988 
« Geografia Revuo » je izhajala od 1956 do 1964, po zvezek na leto, razen v 1959-1960 in v l. 1962. Naslovnice brez izjeme vseh šest zvezkov so iz Sekeljeve roke, le v 4. številki je prostor glavnega članka prepustil sodelavcu Aafkeju Havermanu (« Aviadile tra Afriko – Z avionom po Afriki ») in svoj prispevek « Kun la Ajnoj de Hokajdo – Z eskimi Hokaida » postavil v sredo zvezka. Gledano kot celota je Geografia Revuo nekakšna osebna Sekeljeva periodika z nekaj dodatki njegovih prijateljev.
Preživljal se je v glavnem z novinarskim delom (pisanje člankov in reportaž za številne časopise in revije) in s filmsko produkcijo. Izšlo je 740 prevodov njegovih člankov v časopisih in revijah. Mogoče je predpostavljati, da je sodeloval z nekaj deset časopisov in revij v glavnem v Jugoslaviji, na Madžarskem in v južnoameriških državah. Razumljivo tudi v esperantskem časopisju. Opravil je 7500 predavanj o svojih potovanjih in na razne druge teme. 
Prepotoval je 90 držav sveta in več ko dvajset njegovih knjig je doživelo 90 izdaj v raznih jezikih.

### Filmar
Prvo Sekeljevo delovno mesto po diplomi v Zagrebu je bilo filmsko podjetje Merkurfilm, ki ga je poslalo v uk režiranja v Prago. Učil se je pri znamenitem češkem režiserju Otokarju Vavri režije, šest mesecev dolgo.
Po njegovi vrnitvi v Jugoslavijo v šestdesetih letih je pomembno informativno vlogo začela igrati televizija. Zaradi tega raziskovanja neznanih območjih niso zahtevala le slikovnega, ampak tudi filmski material. Tibor Sekelj je ta izziv sprejel, in zdaj je lahko uporabil svoje znanje s filmskim delom in sam vodil režijo, a je skrbel tudi za ton in osvetljavo, za delo pri kameri in še kaj na potovanjih po Novi Gvineji in Avstraliji. Za zagrebško televizijo je posnel serijo filmov o teh območjih in tamkajšnjih domačinih, ki jih je zagrebška televizija predstavila v vsejugoslovanskem televizijskem omrežju kot serijo desetih celournih filmov. Te je posnel sam. V drugi polovici sedemdesetih let je posnel filme o Kolumbiji in Ekvadorju, kjer je delal s skupino filmarjev novosadske televizije, ki je oddajala te popotniške filme.
On sam je bil predmet mnogih televizijskih oddaj in intervjujev predvsem v tedanjih jugoslovanskih televizijskih hišah, in velika večina tega materiala je shranjena v teh ustanovah, tako recimo dveurni intervju s televizijskim reporterjem Hetrichom.

### Alpinist
V Argentini se je učil alpinizma, ko se je pripravljal na ekspedicijo na Akonkagvo in pri njej sodeloval. Na to nevarno goro se je odpravil potem še enkrat. Potem pa je plezal na mnoge vršace na vseh kontinentih, med katerimi izstopajo gore v Nepalu, Mehiki, gora Kilimandžaro v Afriki in gora Kosciuszko v Avstraliji. Njegov podrobni opis odprave na Akonkagvo v španski knjižni izdaji je postal učbeniki alpinizma v Mehiki, in v tem smislu ga uporabljajo tudi v nekaterih južnoameriških državah.

### Etnolog
Med svojimi potovanji se je specializiral na zbiranje domorodskih mask, pokrival in instrumentov ter na domorodsko nezapisano poezijo. Na temo te je izdal knjigo libron « Elpafu la sagon » (Izstreli puščico), ki je izšla v srbohrvaščini in esperantu. Materialne zbirke mask, instrumentov in pokrival je poklonil Etnografskemu muzeju v Zagrebu in Mestnemu muzeju Subotica , iz katerega so gradivo v večji meri prenesli v muzej mesta Senta ( v Srbiji).

### Pustolovec
Čeprav to nikoli ni bil njegov cilj, pa je najbolj privlačen vidik njegovega življenja za javnost, posebej še za neesperantsko javnost, njegov pustolovski značaj. V iskanju smisla človekove duše se je moral soočiti z vsakovrstnimi ljudmi v najtežje dosegljivih delih sveta. Srečal in proučeval je vrsto plemen v pragozdovih Brazilije in Nove Gvineje, navade in načine življenja ter filozofije neznanih ljudstev in skupin v Aziji in Afriki in v številnih primerih s prizadevanjem, da bi tem nezaupljivim ljudem približal belce in se je tako kajkrat znašel v življenjski nevarnosti. V esperantu o tem pripoveduje v delu « La mondo de travivaĵoj », 1981.

### Politični aktivist
Med drugimi talenti je imel Sekelj dar, da se je hitro sprijateljil in lahko vzdrževal stike s politiki. Med svojimi potovanji je bil sprejet od več ko dvajset državnih poglavarjev, in često jim je predlagal kaj koristnega, ko je proučeval in opazil podrobnosti v njihovih državah. V svojem življenju se je srečal z mnogimi državnimi voditelji in predsedniki vlad. Od Perona (argentinskega predsednika) je dobil odličje Zlatega kondorja v letu 1946 in ponudbo, da bi mu podelili argentinsko držvljanstvo za zasluge glede Akonkagve. Srečal se je z Nehrujem (indijskim predsednikom) in z Indiro Gandhi (poznejšo indijsko predsednico), z Radhakrishnanom pa se je sprijateljil. Bolivijski predsednik Herzog ga je poslal raziskovati neznana področja v Boliviji leta 1948, leto kasneje pa mu je predlagal, da bi na bolivijskem teritoriju ustanovil gubernijo za evropske prebežnike po drugi svetovni vojni in mu dal na voljo 100.000 ha ozemlja. Sekelj je zahteval štiri milijone ha, za kar bi moral pol leta čakati na sklep bolivijskega parlamenta, a mu ni bilo do čakanja in je tako ponudbo zavrnil. Srečal se je z nepalskim kraljem Mahendro, ki se mu je zahvalil, da je tam ustanovil prvo ljudsko univerzo in je tam poučeval esperanto.
Vrh njegove politične aktivnosti je bil v letu 1985, ko je v imenu UEA prevzel priprave na drugo resolucijo o esperantu pri UNESKO. Srečal se je z več deset državnih predsednikov, ministrov in diplomatov na raznih ravneh med svojimi štirimi udeležbami na konferencah UNESKO, največ v letih 1984 in 1985. Najprej mu je uspelo prepričati jugoslovansko vlado, da je to resolucijo predlagala na generalni skupščini organizacije UNESCO v Sofiji in da je sodelovala z esperantisti za prepričevanje vlad Kitajske, Bolgarije, Madžarske, Poljske, San Marina in Kostarike, da so resolucijo podprle. V nekaj mesecih je tako obiskal ambasade teh sedmih držav; uspelo mu jih je prepričati, da so svojim vladam predlagale podporo resolucije, in nazadnje je v Sofiji sam lobiral med delegacijami več deset držav, da bi glasovale v korist resolucije, ki je bila nazadnje dejansko sprejeta.
Njegovemu tovrstnemu delovanju bi lahko dodali tudi njegovo nekajmesečno bivanje z indijskim filozofom in političnim aktivistom Vinoba Bhave in številne odnose s plemenskimi poglavarji in župani v mestih in na deželi.

### Poliglot
Tibor Sekelj je bil znan kot poliglot. Dodobra se je naučil in je te jezike v raznih obdobjih lahko govoril v celoti nad trideset jezikov. Devet med njimi je ohranil v živi rabi aktivno do konca svojega življenja: madžarščino, srbščino, nemščino, esperanto, italijanščino, angleščino, francoščino, španščino, portugalščino. Le v treh med njimi je pisal – niti ne v svoji madžarski materinščini, ker je za pisanje ni dovolj obvladal, pač pa v španščini, srbohrvaščini in esperantu. Pogosto je tudi tolmačil med jeziki med svojimi potovanji in tudi pozneje med svojim dlovanjem za PIF med sprejemi, prireditvami itd.
« Učil sem se kakih 25 jezikov. Več sem jih pozabil, ker jih nisem več uporabljal. Trajno mi je uspelo pomniti 9 jezikov, ki jih govorim še danes. Teh 9 jezikov pa ni zadosti za ves svet, a vendar  večji del sveta lahko obiskujem in se tam morem sporazumeti. »
—Intevju s Stipanom Milodanoviĉem

### Esperantist
Vse svoje življenje, potem ko je leta 1929 v Zagrebu postal esperantist, je ostal esperantu zvest. Njegovo delovanje za esperanto je gigantsko. Ustanovil je več deset državnih esperantskih zvez v južni Ameriki in Aziji in esperantska društva v več ko petdesetih mest po vsem svetu. 
Več ko 20 let je bil odbornik UEA in najbolj zaslužni za resolucijo Uneska v prid esperanta leta 1985. Tretjino svojih del je izvirno napisal v esperantu. Napisal je ogromno člankov za najrazličnejše esperantske časopise in revije in urejal časopise Geografia Revuo, E-gazeto in Velo. Njegovo revolucionarno esperantsko delovanje pa se nanaša na ustanovitev in vodenje mednarodnega instituta Internacia Instituto por Oficialigo de Esperanto (IOE), kjer je uveljavil geslo „Pli bona praktiko ol 100-hora prediko” (Boljša praksa kakor sto ur dolga pridiga.) S tem je zahteval odprtejše prizadevanje esperantistov. V tem okviru se je še posebej zavzemal na področju turizma in pripravil vrsto prireditev in avtobusnih karavan po svetu. To delovanje je imelo kot najbolj dragoceno konsekvenco začetek mednarodnega lutkarskega festivala (Pupteatra Internacia Festivalo - PIF) v Zagrebu in malo pozneje ustanovitev Mednarodne kulturne službe (Internacia Kultura Servo). PIF še naprej obstaja, 44 let pozneje, in vsako leto podeljuje nagrado « Tibor Sekelj » za najbolj človekoljubno sporočilo na festivalu. Njegovo zelo zanimivo delovanje v okviru IOE je odločilno vplivalo na spremembo klasičnega nevtralnega esperantskega gibanja, po eni strani na aplikacijo (kakor v kulturi in turizmu) in po drugi strani na bolj elastično pojmovanje nevtralnosti, ki mu je sledila mladinska esperantska organizacija TEJO.
Njegovo geslo uspešnosti: « Za uspešnost so potrebne tri reči: natanko definirati cilj, začeti pot poroti cilju in vztrajati na poti do konca. »

### Izobraževalec
Vplival je tudi na esperantsko pedagogiko. Po njegovi zaslugi so na Kitajskem v 70. letih 20. stoletja začeli oddajati prvi televizijski tečaj esperanta. Napisal je nekaj učbenikov. Avtorja sta bila Antonije in Tibor Sekelj, ilustrirala pa sta Klas Aleksandar in Novak Koloman. Učbenik je obstajal tudi v obliki diapozitivov – dejansko filmskega stripa – ki ga je bilo mogoče projicirati. Sam je vodil neznansko veliko esperantskih tečajev povsod, kjer je potoval, in med drugim je tudi prispeval k izboljšanju esperantskih učbenikov v številnih jezikih po zagrebški metodi.

### Pogled na svet
Tibor Sekelj je kot izobraževalec opravil med 7000 do 8000 predavanj, najčešče z diapozitivi s svojih potovanj. Napisal je brez števila člankov, med njimi največkrat o esperantu, v nacionalno časopisje, nekaj stokrat so ga intervjuvali za nacionalni radio, časopise in televizijo, in vedno je ob tem podal tudi informacijo o esperantu. Povsod, kjer je bil, si je prizadeval, da je s svojim predavanjem in delovanjem vplival na ljudi, da bi razumeli njegovo preprosto življenjsko filozofijo: Človek kot individuum je najvrednejše bitje v okolju, ki ga najbolje pozna, ne oziraje se na poreklo ali šolanost. To je najbolj očitno izrazilo njegovo delo « Kumeuaua » - in človek kot kulturno bitje je družbni produkt vsega človeštva, ker so v vseh njegovih vsakdanjih funkcijah udeleženi podukti, ki so jih izumili povsem različni narodi; to je navadno ilustriral z jedilno mizo, kjer je pojasnjeval, da je vsak kos jedilnega pribora izumilo drugo ljudstvo, da je vsako od jedi najprej razvilo in zasajalo drugo ljudstvo in da tako že pri jedilni mizi sodeluje več deset kultur. Zato je bil zanj vsak človek spoštovanja vreden posameznik, in vse, kar ta ima, je rezultat prizadevanj vseh ljudstev in tako pripada vsem. Ta humanistična filozofija očitno še ni našla razumevanja, a je še kako potrebna v sedanji družbi, ki hlepi po dobičku in posesti.

### Umetnik
Tibor Sekelj je bil pisatelj, torej literarni umetnik, a tudi slikar in kipar, česar se je prav tako učil v Zagrebu v času študija. V svojem začetnem življenjskem obdobju v Argentini se je med drugim preživljal z risanjem portretov, pozneje pa je često sam ilustriral svoje knjige.

#### Pisatelj
Tibor Sekelj sodi med največje izvirne esperantske pisce z vidika njegove poznanosti v neesperantskem svetu morda celo najbolj znan glede na število njegovih del, iz esperanta prevedenih v druge jezike. Njegovo najbolj uspešno literarno delo « Kumeuaŭa - la filo de ĝangalo » je prevedeno v trideset jezikov na skoraj vseh kontinentih, veliko drugih njegovih knjig pa v do deset jezikov. Izvirno je pisal v treh jezikih: esperantu, španščini in srbohrvaščini. Izpod njegovega peresa je izšlo okoli trideset zvezkov, največ opisov potovanj, esejev, romanov, pripovedi in poezije. Celo nekaj kurioznosti. Vse te knjige pa so dosegle več sto izdaj v raznih jezikih.
Njegova najbolj uspešna knjiga je « Kumeuaŭa – la filo de ĝangalo » (izvirno napisana v esperantu) – ne le zaradi tega, ker je bila največkrat prevedena (razen v esperantu je izšla še v 22 jezikih, tudi v slovenskem, a tudi v še nekatere, v katerih bo mogoče še kdaj izšla), ampak tudi zaradi tega, ker jo je japonsko ministrstvo za izobraževanje leta 1983 razglasilo za eno od štirih najboljših mladinskih del, ki so tisto leto izšle na Japonskem in jo posebej priporočilo mladini. Zato je na Japonskem ta knjiga izšla v 300.000 izvodih, verjetno največji nakladi, v kateri je kdaj izšla kaka knjiga, prevedena iz esperanta kot izvirnega jezika. Vse verzije in izdaje dela Kumeŭaŭa so izšle v skupni nakladi milijon izvodov.
« Tempesto super Akonkagvo » je v nekaterih južnoameriških državahše vedno pravi učbenik alpinizma. Po svoji razširjenosti kaže, da je to knjiga, ki je všeč vsem generacijam na vseh krajih sveta. Vrsta njegovih novel je dobila nagrado leposlovnega natečaja Svetovnega esperantskega združenja UEA (Belartaj Konkursoj), njegova poezija, čeprav je je malo, pa je vredna proučevanja.
1. 1 2 3  Record #1021026751 // Gemeinsame Normdatei — 2012—2016.
2. ↑  Brozović D., Ladan T. Hrvatska enciklopedija — LZMK, 1999. — 9272 p.